# Posadov
Posadov (něm. Passendorf, Passdorf, Posadow) je malá vesnice, část obce Mezilečí v okrese Náchod. Nachází se asi 1 km severně od Mezilečí. V roce 2011 zde bylo 12 domů s 19 obyvateli.
Posadov leží v katastrálním území Posadov. Vesnice leží v nadmořské výšce téměř 460 m.